# Массаква, Фатима
Фатима Массаква (Fatima Massaquoi, /ˈmæsækwɑː/; 25 декабря 1912 — 26 ноября 1978, Монровия, Либерия) — либерийский педагог, директор и основатель Института африканских исследований. В 1946 году после учёбы в Соединённых Штатах вернулась в Либерию по приглашению правительства страны и внесла большой вклад в культурную и социальную жизнь. Автор нескольких детских книг на африканские темы, в том числе первой известной автобиографии африканской принцессы.

## Ранняя жизнь и образование
Массаква родилась в 1912 году (по другим данным 1904 год) в Гендеме в семье Момо IV. Её дедом по отцовской линии был король Лахай Массаква из рода галлинасов, а бабушкой по отцовской линии была королева Сандимани знатного рода Ваи из Сьерра-Леоне. Она также была праправнучкой короля Сиаки Гендемского, который правил галлинасами в XVIII веке.
Массаква провела свои первые семь лет с сестрой отца, матерью Джассой, в Ньягбакке, в районе Гарвула графства Гранд-Кейп-Маунт. Одна из шести жён её отца, Ма Седиа, за детский проступок сломала обе руки Фатимы, что причиняло Массакве сильную боль на протяжении взросления, мешая играть на скрипке. Позже она стала компетентной скрипачкой, хотя стеснялась своих шрамов на руках даже в зрелом возрасте.

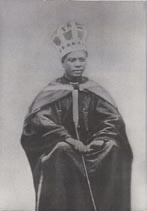
Момолу Массакуа в 1905 год

В 1911 году она вернулась в северо-западную часть страны в графство Монтсеррадо, где получила школьное образование в миссионерской школе Бромли. По её словам, эта школа в то время была плавильным котлом, поскольку в ней учились люди почти из каждой группы населения Либерии: американо-либерийцы, кру, гребо, кпелле, гола, басса. Среди школьниц случались конфликты, была некоторая напряжённость и доминирование. Имелась тенденция к тому, что группы создавались в соответствии с этнической принадлежностью. В своей автобиографии, Фатима отмечала, что атмосфера и жизнь учащихся вне школы зависели от друзей, их статуса и родственников.

## Жизнь за рубежом
В 1922 году Фатима отправилась в Гамбург со своим отцом-дипломатом Момолу Массаквой, обучалась медицине в Гамбургском университете. В своей автобиографии Фатима рассказывала, что в этот период играла на скрипке для членов королевских семей и президентов, посещала нацистские митинги. В Гамбурге её семья принимала одного из деятелей всемирно известного движения чернокожих за права и освобождение от угнетения Маркуса Гарви и его помощников, когда они оформляли визы в Либерию. Фатима утверждала, что читала Маркусу свои стихи.
Для дальнейшего образования Фатима переехала в США. Между 1939 и 1946 годами Фатима Массаква написала одну из самых ранних известных автобиографий африканской женщины. Находясь в США, Фатима работала над созданием словаря языка ваи. Масаква помогала афроамериканскому учёному и лингвисту Лоренцо Доу Терненеру в его знаменитом исследовании африканского языка галла в прибрежных районах Южной Каролины и Джорджии. Позже при содействии Роланда Хейса, одного из ведущих концертных теноров с мировым именем, выступавшего с 1920-е по 1940-е годы и близким другом семьи Массаква (Фатима жила в семье Хейза в Бостоне в 1940-х годах), защитила докторскую диссертацию в Бостонском университете. Изучала социологию и антропологию в Лэйн-колледже, Фискском университете.

## Фатима Массаква и Рихард Хайдорн
В начале 1930-х годов Фатима познакомилась с Рихардом, сыном бывшего пастора и немцем по национальности. Для Фатимы он стал большой любовью и европейцем, уехавшим на её родину в Африку. Роман был сопряжён с трудностями, сформированными сосуществованием африканцев и немцев в первой половине XX века.
Фатима Массаква и Рихард Хайдорн познакомились в подготовительном классе школы общего абитура (нем. Abitur) в Гамбурге. Африканская принцесса и сын священника провели вместе несколько лет — в 1932 году они переехали в общую квартиру. Фатима приехала в Гамбург со своим отцом и осталась там, когда её семья вернулась в Либерию. Рихард, собиравшийся посвятить себя музыке или богословию, поступил в Гамбургский университет африканских исследований вслед за своей девушкой — Фатима преподавала студентам родной язык ваи.
В то время в Гамбурге было не так много темнокожих людей, и члены семьи Массаква выделялись в обществе. Однажды Рихард хотел пригласить свою девушку на вечеринку в хоровую ассоциацию в Бланкенезе, но их выгнал директор хора. Им нелегко было поддерживать отношения, так как часто приходилось испытывать трудности из-за того, что цвет их кожи был разным.
Рихард переехал в Париж в 1933 году, потому что, по его признанию, он больше не мог дышать в Германии. Он пытался убедить Фатиму приехать, но безуспешно. Она оставалась в Германии до 1935 года, затем он последовал на африканскую родину вслед за любимой и жил там до своего изгнания в 1939 году, занимаясь исследованиями, преподаванием и изучением африканской жизни.
Вынужденное возвращение в Германию закончилось тем, что Рихард Хайдорн, презирающий национал-социализм, был призван в войска вермахта и погиб на Восточном фронте. Фатима Массаква уехала в США, где защитила докторскую степень, а затем стала лектором в Колледже Монровии и влиятельным поборником либерийской культуры. Она регулярно навещала семью Хайдорнов в Германии.

## Возвращение в Либерию

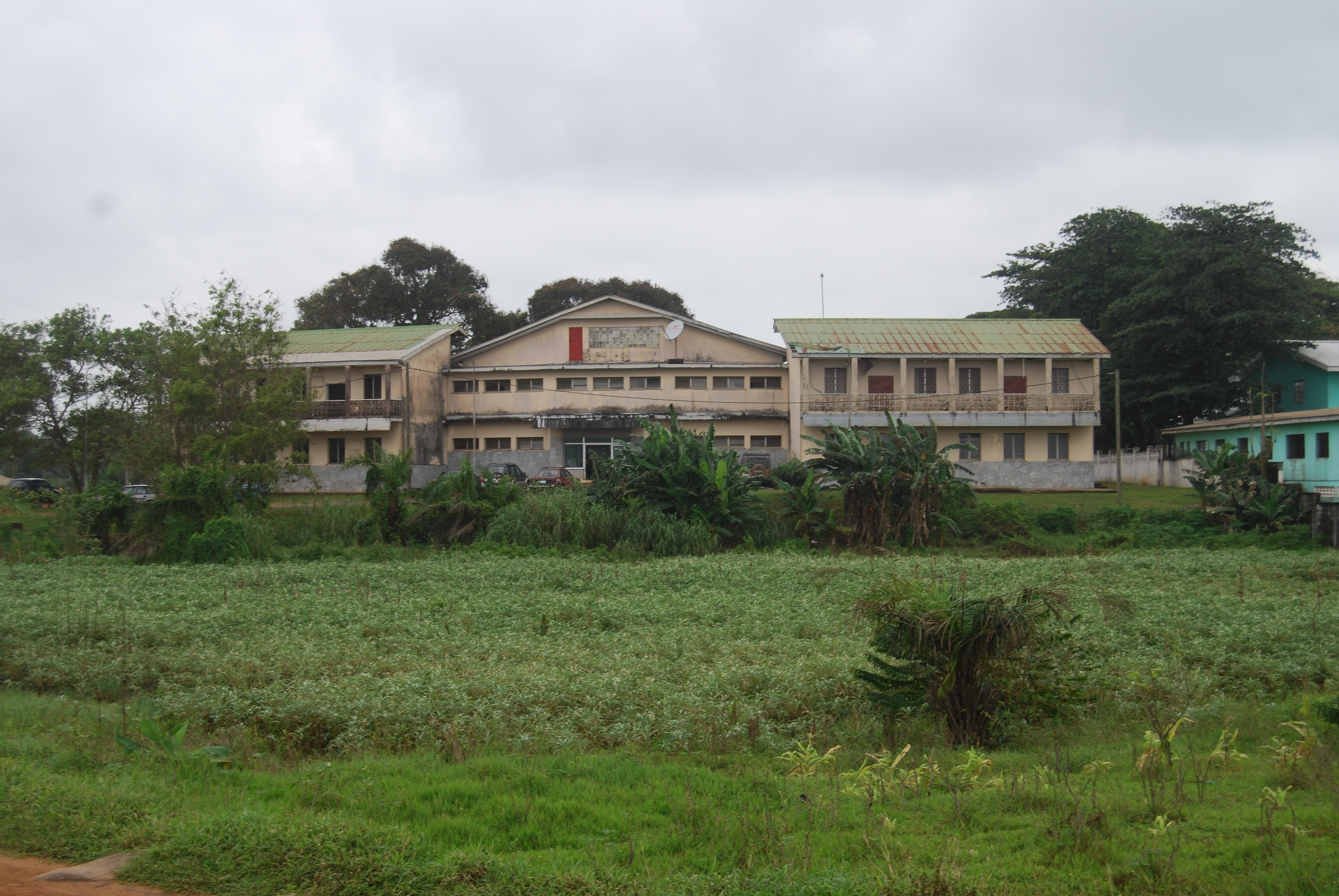
Университет Либерии

После завершения образования в США она вернулась в Либерию в 1946 году и начала сотрудничество с правительством с целью создания колледжа, который со временем стал Университетом Либерии. Массаква заняла пост директора, затем декана Колледжа свободных искусств. Она стала основателем и директором Института африканских исследований. Она стала соучредителем Общества либерийских авторов, помогла отменить практику скрытия африканских имён местных писателей в переводах на европейские языки и сделала вклад в стандартизацию письменности ваи.

## Издание автобиографии
За права на публикацию книги Фатиме пришлось выдержать юридическую битву, так как ей не возвращали рукопись после редактирования, и она подала в суд на университет, добиваясь её возврата и запрета на публикацию. В 1945 году она выиграла суд: был наложен постоянный судебный запрет в отношении профессора Уоткинса, доктора Томаса Э. Джонса, президента университета Фиск, запрещающий публиковать книгу или получать какие-либо финансовые вознаграждения от любой публикации. Массаква считала, что рукопись не хотели возвращать, поскольку надеялись, что она не сможет отстоять свои права.
После смерти Массаквы Конрад Тучер, специалист по истории и африканскому языку из Университета Св. Иоанна случайно обнаружил микрофильм с жизнеописанием Фатимы во время одного из своих исследований и счёл его свидетельством того, что литературная автобиографическая традиция существует не только среди африканцев-мужчин, но и среди женщин. Историк разыскал единственную дочь Массаквы — Вивиан Сетон, проживающую в Мэриленде, и сказал ей, что хочет принять участие в публикации автобиографии Фатимы. Над книгой также работал историк из Университета штата Вирджиния Артур Абрахам, помогая расшифровывать и переводить оригинальный текст. Поиски издателя, по словам Тучера, были самой сложной частью процесса, так как многие, включая академические издания, хотели переписать некоторые части книги.
Сочинения и заметки Массаквы были отредактированы и опубликованы в 2013 году как «Автобиография африканской принцессы». Книга была положительно воспринята критиками.

## Награды
Массаква получала награды на местном и международном уровне. В 1955 году она получила от французского правительства почётную бронзовую гравюру «Мольер». Как декану Колледжа искусств Либерии в 1962 году ей был вручён орден «Большой крест» за заслуги перед ФРГ.

## Избранные произведения
- Автобиография африканской принцессы (2013)